# Ford Model 40

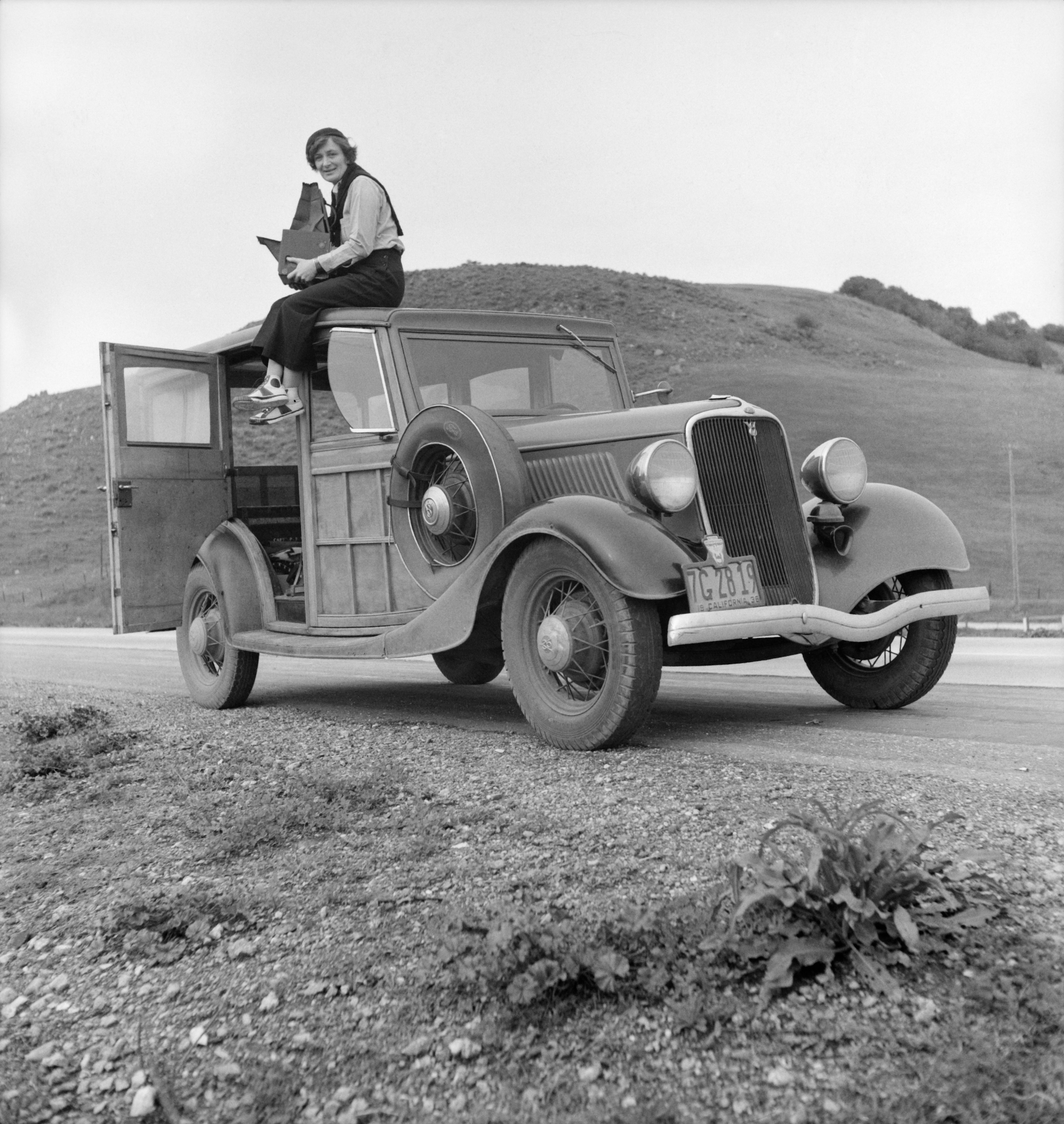
Dorothea Lange med sin kamera på taket av sin Ford Model 40 stationsvagn. Bilden tagen 1936.

Ford Model 40 var en amerikansk bilmodell från Ford, som tillverkades i början av 1930-talet och ersatte Ford Model A. Andra liknande bilmodeller var "B", "18" och "40A". Dessa var byggda på samma plattform och delade chassier och karosser. 
Ford Model lanserade denna plattform 1932 med Model 18 och Model B. I februari 1933 introducerades Model 40 och en ny Model B, vilka var uppgraderingar av bilmodellerna från 1932 med hjulbasen förlängd från 2,69 meter till 2,85 meter på ett nykonstruerat chassi. Grillen hade också modifierats, med framåtlutning och med den nedre delen spetsig, vilket gav den en association till antingen en spade eller en sköld från Medeltiden, eller möjligen till grillen på en 1932 års Packard Light Eight. Model B med en fyrcylindrig motor tillverkades 1932–1934 och V8-varianten som Model 18 1932, Model 40 1933 samt Model 40A 1934. 
Formgivningen var inspirerad av den engelska Ford Model Y. Bilen såldes i tio karossvarianter. Det såldes 311 000 exemplar från modellåret 1932. 
Roadster- och Coupe-modellerna har varit populära i USA för ombyggnad till Hot Rods.

## Bildgalleri

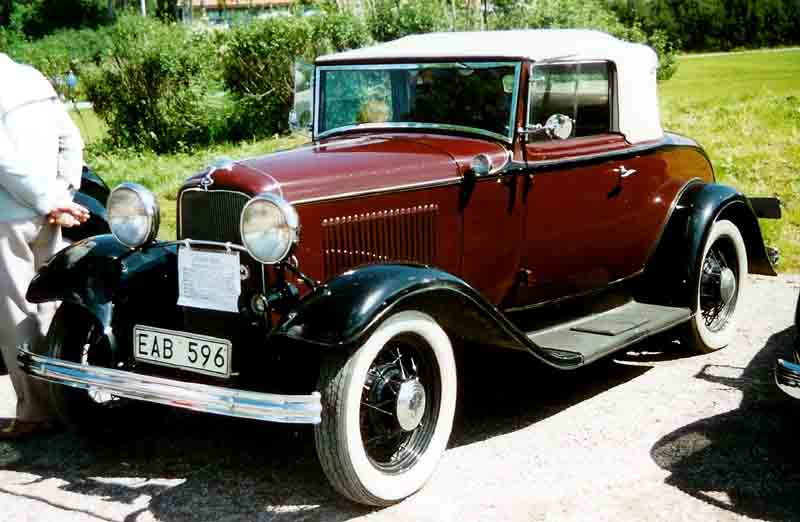
Ford Model B, registrerad i Sverige
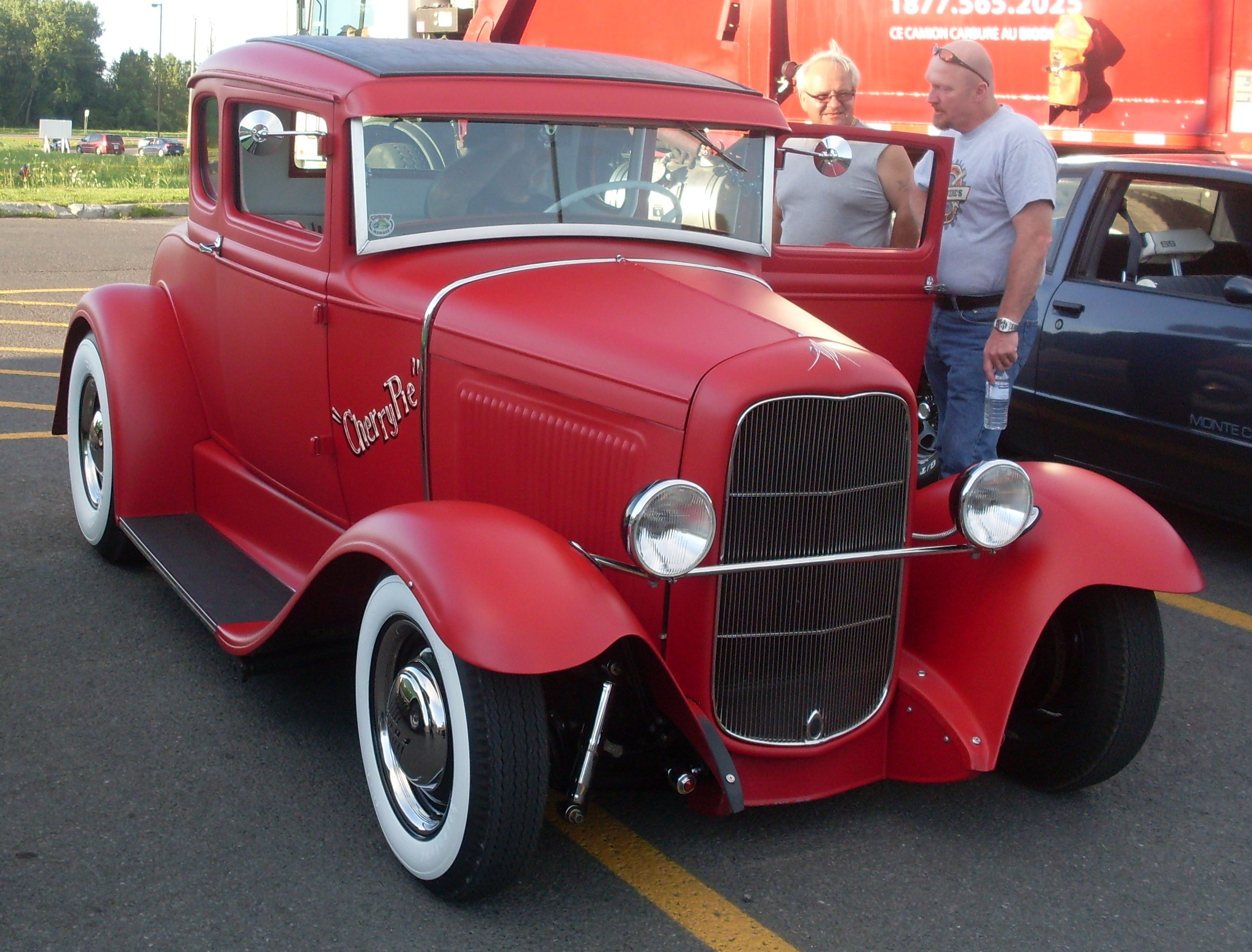
Hot Rod, baserad på 1932 års Ford Model B Roadster
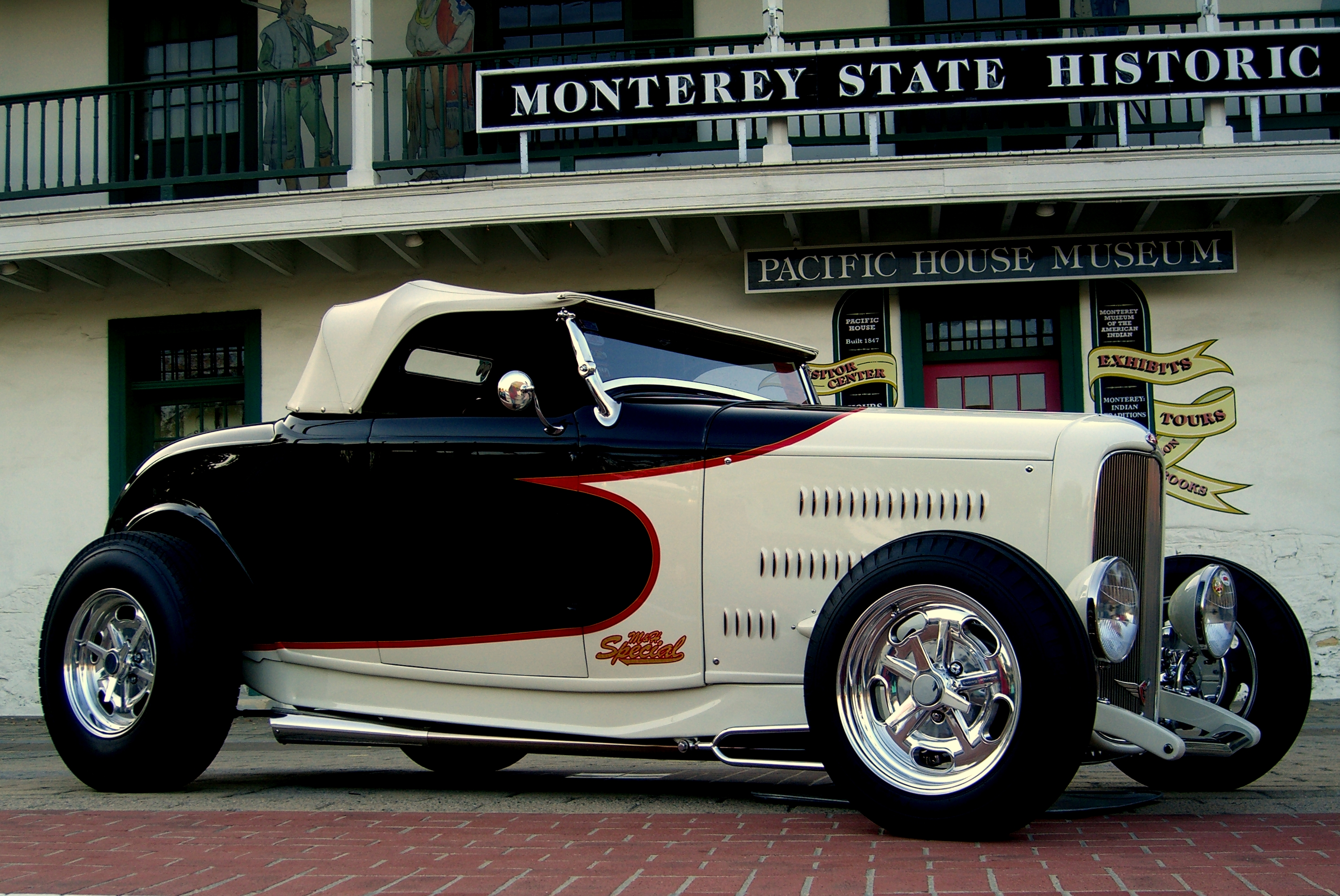
Renoverad 1932 års Ford Model 18 Cabriolet